# Estádio Municipal Giglio Portugal Pichinin
O Estádio Municipal Giglio Portugal Pichinin (anteriormente Estádio Municipal do complexo esportivo Humberto de Alencar Castelo Branco), mais conhecido como Estádio Baetão, está situado no bairro Baeta Neves, na cidade de São Bernardo do Campo, no estado de São Paulo. O Estádio tem como proprietário a Prefeitura Municipal de São Bernardo do Campo, fazendo parte do Centro Esportivo Prefeito Geraldo Faria Rodrigues. O complexo engloba ainda o Ginásio Poliesportivo Paulo Cheidde e o Ginásio de Handebol Vitório Zanon, além de duas piscinas.

## Estrutura e Construção
A combinação curiosa do estádio se dá por dois fatores: suas arquibancadas gerais, que na grande maioria da sua extensão conta com um desnível visível por qualquer que seja o ângulo de vista, o setor inteiro foi construído sob a encosta que acompanha a grande e íngreme ladeira da Rua Agostinho Luis Piato, que cruza por trás da meta oposta a dos vestiários.
E o seu gramado, que diferentemente da grande maioria dos estádios do Brasil, é de grama artificial também conhecida como grama sintética. sendo um dos primeiros estádios brasileiros a optar por essa técnica de piso esportivo.

## Utilização
Outrora durante os anos 1970 e 1980 o Baetão também foi casa do grande sucesso repentino do antigo Aliança de São Bernardo que resultou em três quase acessos a elite do Campeonato Paulista (1976, 1978 e 1980), em seis participações no equivalente ao Paulista A2 da época (1976 a 1981).

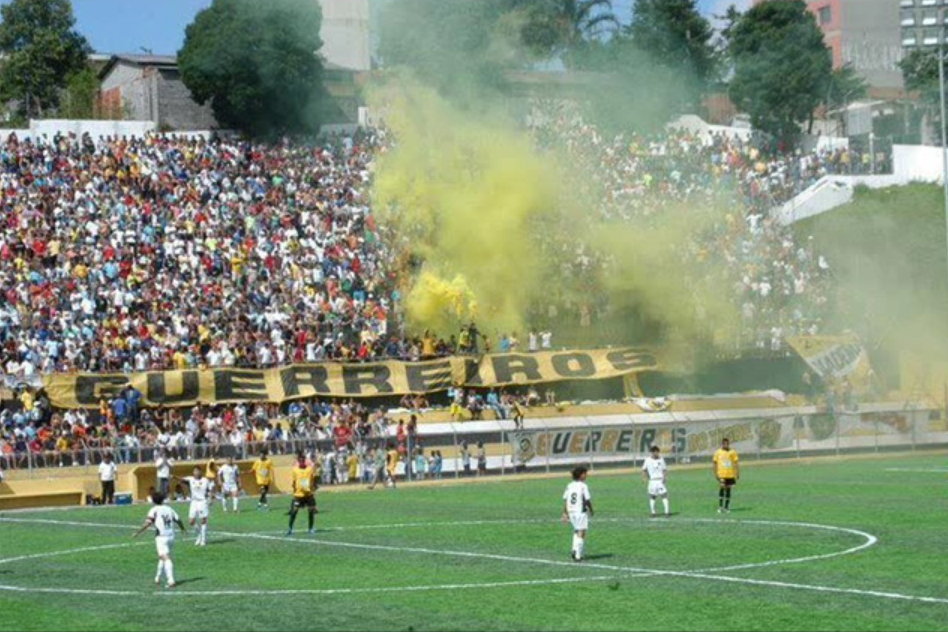
Torcida do São Bernardo FC durante a Copinha de 2008, após a primeira grande reforma do Baetão

O estádio foi a casa do Esporte Clube São Bernardo por anos, durante jogos do Campeonato Paulista Segunda Divisão e alguns poucos jogos da fase inicial do Campeonato Paulista de Futebol Série A3 de 2018 da FPF, o clube usa o estádio como local para treinos de todas suas categorias além de ser uma espécie de sede do Cachorrão, uma vez que lá se encontra guardada os pertences e matérias estocados em salas internas aos vestiários e um escritório de apoio a diretoria e gestores do clube. 
Ao longo de parte dos anos 2000 e 2010, o Baetão também foi uma casa dividida com o também antigo clube profissional Palestra de São Bernardo, que atualmente está licenciado do futebol, tanto profissional como nas categorias de base e sem ligação alguma com a atual rotina do Estádio.
Falando em categorias de base, além da Copinha, o São Bernardo FC sempre usou o Baetão como local de treinamento e jogos oficiais das suas categorias de base sub-15, 17 e 20 até o fim da temporada 2019. O Baetão também recebe durante o ano as semifinais do Campeonato amador de futebol da cidade; que oferece a chance de atletas amadores atuarem em um estádio profissional.
O Estádio Baetão também é conhecido estadual e nacionalmente por ser o palco sede da cidade de São Bernardo do Campo na Copa São Paulo de Futebol Júnior. O estádio sediou o torneio pela primeira vez em 2007, e permaneceu recebendo jogos da Copinha até 2019, voltando a abrigar a competição em 2022, após um breve retorno ao Estádio Primeiro de Maio para a edição de 2020 e a não realização do torneio em 2021. Em novembro de 2022, o Baetão foi anunciado novamente como a sede de São Bernardo do Campo para a edição 2023 da Copinha

## Gramado sintético

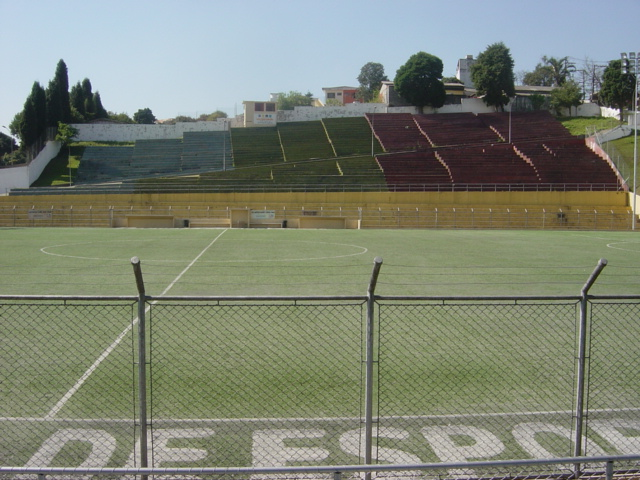
Estádio Baetão e seu primeiro gramado sintético em 2007

Em 2010, o gramado (artificial) foi trocado e ampliado de 89m, para os atuais 95m de extensão. A reforma mais importante foi feita embaixo do gramado, após uma partida com muita chuva na Copa São Paulo de Futebol Júnior de 2007: um sistema único e inovador de drenagem no Brasil, nunca visto até então, foi instalado embaixo do gramado do Baetão. Já por cima o que todos veem é o gramado sintético da empresa Soccer Grass, usado em campos de futebol europeus com o mesmo padrão. O gramado obedecia o padrão de qualidade da Federação Internacional de Futebol e Associados FIFA.  
Posteriormente uma linha de gramados da empresa também foi instalada no Allianz Parque. em São Paulo e no Estádio Bruno José Daniel, localizado na cidade vizinha, Santo André.

## Atualidade e dificuldades na estrutura

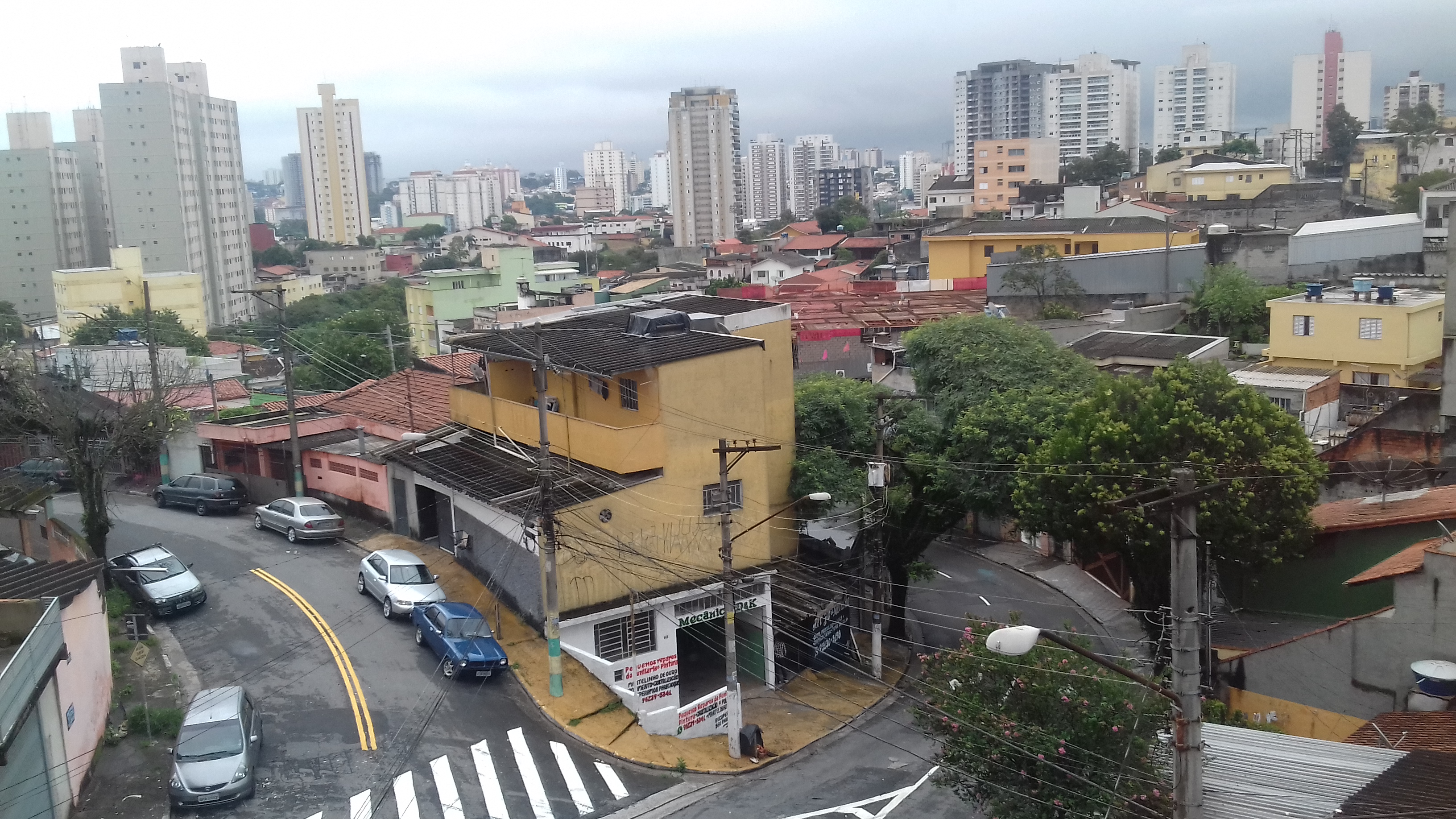
Bairro Baeta Neves, onde se localiza o estádio

A partir de 2020, o Baetão começou a enfrentar dificuldades para receber jogos federados profissionais. O jejum de dias sem partidas oficiais se iniciou quando a FPF - Federação Paulista de Futebol exigiu aos palcos do estado as dimensões unificadas do campo de jogo como manda a FIFA e CBF, item dificilmente ignorado. O Baetão se encontra longe dos 105x68 metros exigidos; essa dificuldade é geológica além de estrutural já que chegar as medidas ideias demandaria um alto custo em reformas para os cofres públicos, além do local encontrar dificuldades em suas manutenções nos últimos anos, desde manter suas cadeiras fixadas no antigo setor social coberto, até como manter as cabines de transmissão no topo da arquibancada geral em condições consideradas satisfatórias para a imprensa.

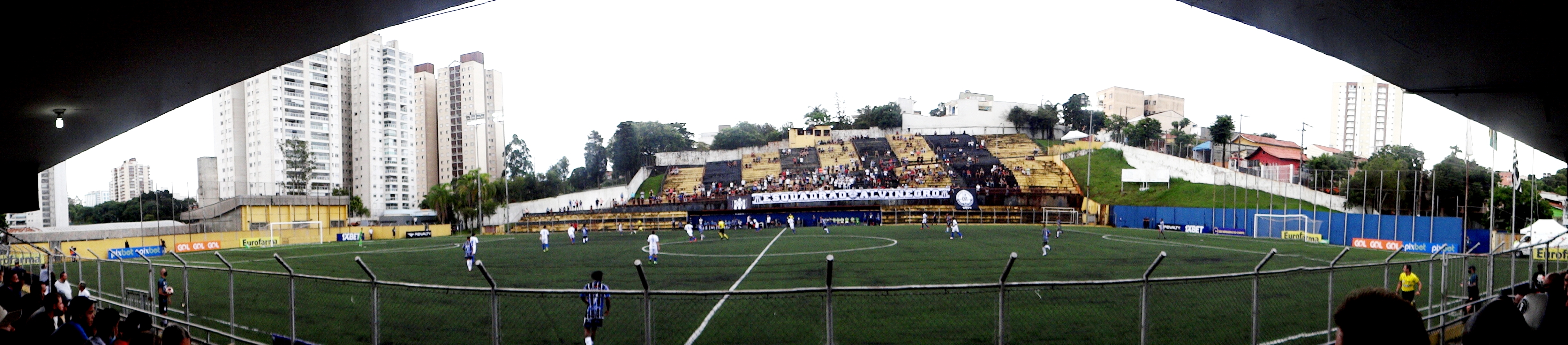
Panorâmica do Estádio Baetão durante a Copa São Paulo de Futebol Júnior de 2022

Em 2022, com o retorno da Copa São Paulo de Futebol Júnior ao Baetão, sendo uma das trinta e duas sedes, o estádio ganhou ajustes fundamentais em áreas onde intervenções eram inadiáveis: entre as mais notáveis estão; a pintura do banco de reservas e muro do lado oposto aos dos vestiários na cor azul escuro, demarcações do campo de jogo refeitas, novos recortes do gramado sintético substituindo pontos desgastados, ajustes nas cabines de cinegrafistas e nas torres de iluminação, a última sendo alvo de críticas dos clubes e da imprensa, assim como a drenagem do gramado que não suportou as chuvas de janeiro, partes do gramado contaram com muitas poças de água que atrapalhavam o decorrer das partidas com sua normalidade técnica, além da retirada em definitivo de toda a estrutura das cadeiras do setor social, agora com acomodações diretamente nos degraus de concreto. Na sequência do ano de 2022, o Baetão ganhou várias, longas e pausadas fases de renovação na pintura em suas arquibancadas, muros e corredores, deixando no passado as cores amarela e preta que permanecia durante os vários anos da Prefeitura de São Bernardo do Campo alinhada ao São Bernardo Futebol Clube. Em primeiro momento as cores escolhidas foram o cinza e azul.   
Ao longo da temporada o Esporte Clube São Bernardo adotou como casa emprestada o Estádio Bruno José Daniel, onde mandou algumas partidas da Copa Paulista de 2022 e do Campeonato Paulista Feminino em uma parceria com a Prefeitura de Santo André. Aparecendo no guia do Paulistão Feminino como casa do EC São Bernardo, o Cachorrão retornou ao lar e realizou toda a reta final do estadual com seus mandos no Baetão.   
2023 começou com o Baetão recebendo jogos da Copa São Paulo de Futebol Juniors. Porém, enfrentando o mesmo problema de poças por conta das chuvas de janeiro, o estádio são-bernardense não recebeu mais que os jogos da primeira fase pelo grupo 25, com seus classificados sendo encaminhados para a sede de Santo André, no Estádio Bruno José Daniel.   